# لغات المايا
تشكل لغات المايا عائلة لغوية منطوقة في وسط أمريكا وشمال أمريكا الوسطى. يتحدث لغات المايا حوالي 6 ملايين شخص من شعوب المايا على الأقل خاصة في غواتيمالا والمكسيك وبليز وهندوراس. في عام 1996 اعترفت غواتيمالا رسميا بواحد وعشرين لغة من لغات المايا بالاسم، كما اعترفت المكسيك بثمانية لغات داخل أراضيها.
عائلة لغات المايا هي من أكثر العائلات اللغوية تسجيلا ودراسة في الأمريكتين. تنحدر لغات المايا الحديثة من عائلة المايا البدائية والتي يُعتقد أنها تواجدت منذ أكثر من 5000 سنة. تم إعادة تركيب اللغة بواسطة الطريقة النسبية. تفرعت عائلة بروتو مايا اللغوية إلى ستة أفرع مختلفة على الأقل: هواستيكان وكويشيان ويوكاتيكان وكانجوبالان وماميان وتشؤولان.
تكون لغات المايا جزء من منطقة لغات أمريكا الوسطى وهي منطقة تطورت طوال ألف سنة من التفاعل بين شعوب وسط أمريكا. تظهر كل لغات المايا السمات الأساسية التشخيصية لهذه المنطقة اللغوية. على سبيل المثال فكل اللغات تستخدم أسماء الإضافة بدلا من حروف الجر للتعبير عن العلاقات المكانية. تحتوي اللغات أيضا على سمات نحوية ونمطية والتي تفرق بينهم وبين لغات أمريكا الوسطى.
أثناء الفترة من تاريخ وسط أمريكا ما قبل كولومبوس كانت بعض لغات المايا تُكتب على شكل رسوم لفظية والتي انتشر استخدامها خاصة في الفترة الكلاسيكية من حضارة المايا (250-900). الكتابات التي تتعدى 10 آلاف نقش مايوي على المباني والآثار والفخار وأوراق العملة بالإضافة إلى الأدب باللغة المايوية ما بعد الاستعمار والمكتوب بحروف لاتينية يوفرون أساسا للفهم الحديث للتاريخ ما قبل استعمار أمريكا الوسطى.

## التاريخ

### لغات المايا البدائية
تنحدر لغات المايا من لغة بدائية تسمى المايا البدائية أو نابئي مايا («لغة المايا القديمة»). يُعتقد أن لغة المايا البدائية تواجدت في مرتفعات كوشوماتانيس في منتصف غواتيمالا في منطقة تقابل المنطلقة التي تتواجد فيها لغة كانجوبالان حاليا. أول اكتشاف كان كارل زابر (1912) اكتشف أن مرتفعات تشيباس غواتيمالا هي مهد لغات المايا.
طبقا لتصنيف لايل كامبل وتيرانس كاوفمان فإن أول انقسام حدث حوالي عام 2200 قبل الميلاد عندما انقسم هواستيكان بعيدا عن لغة المايا الأصلية بعدما انتقل متحدوثها للشمال الغربي على طول ساحل خليج المكسيك. 
في الفترة العتيقة (قبل 2000 قبل الميلاد) دخلت بعض الكلمات المستعارة من اللغات الميكسي زوكانية إلى لغة المايا البدائية. هذا أدى إلى الفرضية التي تقول بأن شعوب المايا في ذلك الوقت كانوا يتحدثون اللغات الميكسي زوكانية غالبا الأولمك. على النقيض فإن لغة زنكان ولغات لينكان هي من استعارت من لغات المايا وليس العكس. يعتقد متخصصو لغات المايا مثل كامبل أن هذا يشير إلى فترة من التواصل القوي بين شعوب المايا واللينكان والزينكا غالبا أثناء الفترة الكلاسيكية (250-900 ميلاديا).

### الفترة الكلاسيكية

خريطة لهجرة عائلة لغات المايا وسنوات حدوثها

في الفترة الكلاسيكية بدأت التفرعات الرئيسية في التشكل كلغات منفصلة. الانقسام بين اليوكاتيكان في الشمال والشؤولان في الجنوب كان قد تم بالفعل مع حلول الفترة الكلاسكية حيث تمت النقوش الماياوية الموجودة حاليا. كلا اللغتين موثقتان في النقوش الصورية في مواقع المايا الأثرية لذلك الوقت ويشار إليهما باسم «لغات المايا الكلاسيكية». على الرغم من أن لغة نفوذ واحدة كانت الأكثر تسجيلا بفارق كبير على النصوص الصورية الموجودة، إلا أنه تم اكتشاف خمسة تفرعات على الأقل من لغة المايا في النصوص الصورية حيث تم اكتشاف تفرع شرقي من الشؤولان في بعض النصوص المكتوبة بلغة المايا الجنوبية ومرتفعاتها، كما تم اكتشاف تفرع غربي من الشؤولان من منتصف القرن السابع.
يقترح كل من ستيفن هاوستن وجون روبيرتسن وديفيد ستوارت أن تفرعات الشؤولان المكتشفة في نصوص الأراضي المنخفضة الجنوبية كانت هي لغة الشؤولان الجنوبية، كما يقترحون أنها تفرعت إلى تفرع غربي وجنوبي وأنها كانت تُستخدم في النقوش وربما كانت يتحدثها النخبة ورجال الدين. إلا أن مورا مارين قال بأن السمات المشتركة بين لغة أراضي المايا المنخفضة الجنوبية ولغات الشؤولان هي استباقية وليست ابتكارية وأن تفرع الشؤولان يعود في الواقع إلى فترة تسبق الفترة الكلاسيكية.

### الفترة الاستعمارية
أثناء الاستعمار الإسباني لوسط أمريكا تم طمس كل اللغات الأصلية للأمريكتين عن طريق اللغة الإسبانية والتي أصبحت لغة النفوذ الجديدة. انتهى استعمال لغات المايا في الكثير من المجالات الهامة في المجتمع مثل الدين والأدب والحكم. إلا أن منطقة المايا كانت أكثر مقاومة للتأثير الخارجي من الآخرين وربما لهذا السبب فإن العديد من مجتمعات المايا لا تزال تمتلك نسبة مرتفعة من متحدثي لغة واحدة. تهيمن اللغة الإسبانية حاليا على منطقة المايا. في حين أن العديد من لغات المايا تعتبر لغات مهددة بالانقراض، لاتزال لغات أخرى حية نسبيا بمتحدثين في كافة الأعمار ومستخدمين للغة في العديد من المجالات داخل المجتمع.

### الفترة الحديثة
مع تقدم علم آثار المايا في القرن العشرين ومع انتشار الفخر القومي والعرقي بدأ شعب المايا تطوير هوية عرقية مشتركة كوريثين لحضارة المايا. كلمة «مايا» مشتقة غالبا من مدينة مايابان بعد الفترة الكلاسيكية.

## التوزيع

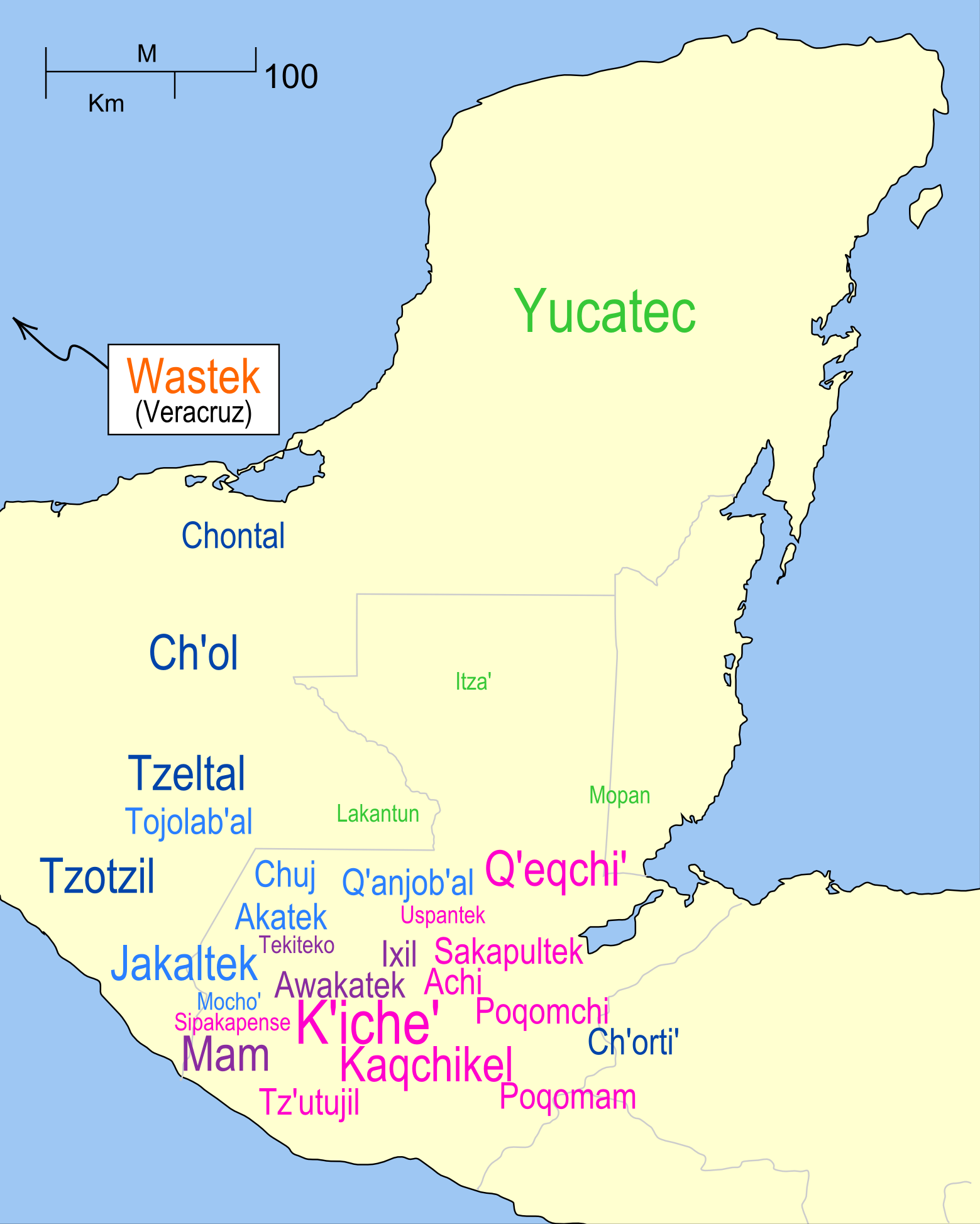
خريطة لتوزيع لغات المايا. حجم الخط يتناسب مع عدد متحدثي اللغة

تشير الدراسات إلى أن أكثر من 6 ملايين شخص يتحدثون أحد لغات المايا. يعيش معظمهم في غواتيمالا حيث يستطيع حوالي 40%-60% من السكان تحدث أحد لغات المايا. في المكسيك يقدر عدد المتحدثين بحوالي 2.5 مليون شخص في سنة 2010 في حين يقترب عدد المتحدثين في بليز من حوالي 30 ألف شخص.

### الفرع الغربي
كانت لغات الشؤولان منتشرة بالفعل خلال أراضي المايا لكن اليوم يتحدث اللغة حوالي 130 ألف فقط في تشيباس. يتحدث لغة كونتال الماياوية حوالي 55 ألف شخص في ولاية تاباسكو وهي أقرب اللغات إلى لغة الشؤولان. لغة أخرى معرضة للانقراض هي لغو شؤورتي والتي يتحدثها حوالي 30 ألف شخص في غواتيمالا والتي كانت منتشرة بشدة في غرب الهندوراس والسلفادور إلا أن وجودها في السلفادور انقرض حاليا وتعتبر ميتة في الهندوراس. لغة شؤولتي والمشابهة للغة شؤورتي انقرضت أيضا.
يتحدث لغة تشوج حوالي 40 ألف شخص وحوالي 9500 شخص في المكسيك أغلبهم لاجئون في تشيباس وبعض القرى. يتحدث لغة توجولابال حوالي 36 ألف شخص في شرق تشيباس.

### الفرع الشرقي
يتحدث لغة كيكشي حوالي 800 ألف شخص في جنوب إيزابال وألتا فيراباز وهي مقاطعات في غواتيمالا ويتحدثها حوالي 9000 شخص في بليز. في السلفادور يتحدثها حوالي 12 ألف شخص بسبب عمليات الهجرة الحديثة.
لغة أوزبانتيك والتي تنحدر مباشرة من لغة كيشيان ماميان موجودة فقط في أوزبانتان في مقاطعة كويتشي ويتحدثها حوالي 3000 شخص.

## القواعد

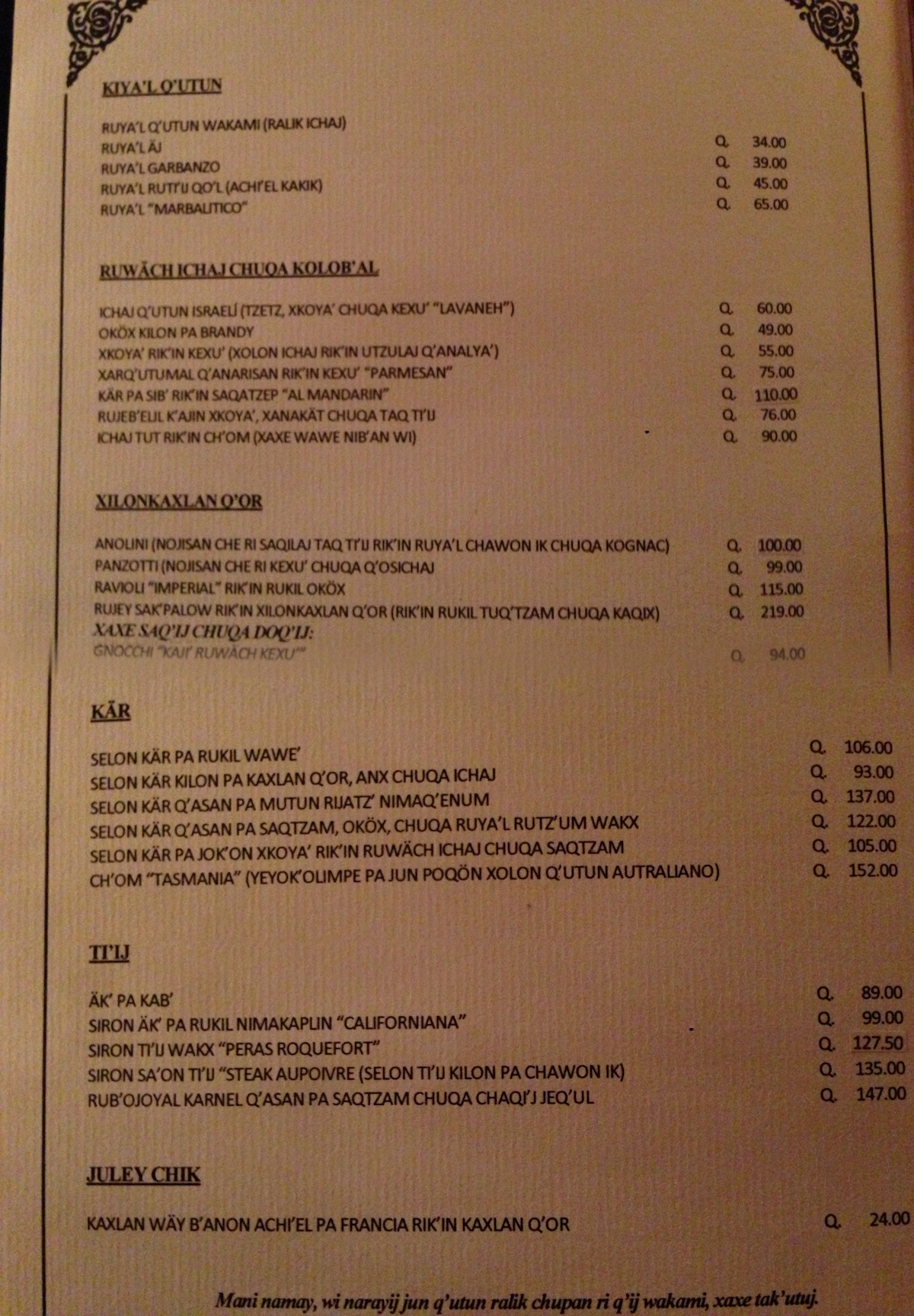
فائمة طعام بأحد لغات المايا (كاكشكل) في مطعم في غواتيمالا

هيكل لغات المايا أبسط بكثير من باقي لغات أمريكا الوسطى إلا أن هيكلها لا يزال يُعتبر إلصاقيا ومشتبكا. تُحدد الأفعال للزمن أو الحالة بناء على الفاعل أو الشخص والمفعول وجمع الأشخاص. الأسماء المملوكة تُحدد بالشخص المالك. في لغات المايا لا يتم تحديد الأسماء بالجنس أو الحالة الإعرابية. الأسماء غير الحية لا تُحدد بالجنس ولكن إذا كان ضروريا يمكن تحديد جنسها بواسطة بعض السوابق.

### ترتيب الجملة
ترتيب جملة لغة المايا البدائية هو فعل-مفعول-فاعل مع احتمالية التغيير إلى فعل-فاعل-مفعول في بعض الحالات مثل الجمل المعقدة أو عندما يكون الفاعل والمفعول بنفس درجة الحيوية أو عندما يكون الفاعل معرفة. حاليا تمتلك لغات يوكاتان وتزوتزل وتوجولابال الترتيب فعل-مفعول-فاعل، بينما تمتلك لغات ماميان وكانجوبال وجاكالتك الترتيب فعل-فاعل-مفعول. فقط ترتيب جملة لغة الشؤورتي فاعل-فعل-مفعول. تسمح لغات المايا الأخرى بالترتيبين فعل-فاعل-مفعول أو فعل-مفعول-فاعل.

### المحددات العددية
في العديد من لغات المايا يتطلب العد استخدام محددات عددية والتي تحدد نوع الشئ المراد عده حيث لا يمكن أن يظهر المعدود بدون أي محدد. لا تستخدم بعض لغات المايا مثل لغة كاكشكل المحددات. النوع يتم تحديده عادة بناء على ما إذا كان المعدود حيا أم غير حي وبناء على الشكل العام للمعدود. لذا فعند عد الأجسام المسطحة نستخدم محددا مختلفا عن المحدد المستخدم عند عد الأجسام الكروية أو عند عند الأشخاص. 

### الملكية
هيكل الأسماء الماياوية بسيط فهي تتأثر بالعدد (مفرد أو جمع) وعند الملكية بشخص وعدد المالك. الملكية للضمائر تتحدد عن طريق عدد من سوابق الملكية والتي ترتبط بالاسم المملوك. الأسماء أيضا قد تكتسب شكلا مميزا مما يحددهم كأسماء مملوكة. بالنسبة إلى ملكية الأسماء فإن الاسم المملوك يتأثر بأن يصبح مثل ملكية الضمائر للشخص الثالث متبوعا بالاسم المملوك. هذه الصفة هي سمة خاصة بلغات أمريكا الوسطى وتتكرر كثيرا في معظم لغات أمريكا الوسطى.

### الأفعال
بالإضافة إلى الفاعل والمفعول تمتلك لغات المايا أفعالا لتشير إلى زمن وهيئة الحدث. نظام الأزمنة في لغات المايا بسيط بشكل عام. لغة جاكالتيك على سبيل المثال تحتوي على فعل ماض وفعل غير ماضي فقط بينما تحتوي لغة مام فقط على المستقبل وغير المستقبل. أفعال الهيئة أكثر انتشارا بشكل عام. تحتوي لغات المايا على عدد كبير من الأصوات النحوية. لغة المايا البدائية مثلا احتوت على بناء المبني للمجهول وعكس المبني للمجهول للتأكيد على أهمية الفاعل بالنسبة إلى المفعول.

### الإسناد والموضعية
في لغات المايا تنقسم الكلمات عموما إلى أربعة أنواع: أفعال وصفات وأسماء وإسناد.
الإسناد هو نوع من الخبر والذي يعبر عن قيمة أو حالة والذي يقع في مرتبة بين الفعل والصفة بالنسبة للغات الهندو أوروبية. مثل الأفعال قد يتأثر الإسناد بناء على الفاعل ولكنه غالبا لا يتأثر بالزمن أو الحالة. يتشابه الإسناد أيضا مع الصفات والمحددات.
الموضعية هي مجموعة من الجذور وهي من أحد صفات لغات المايا -إن لم تكن اللغات الوحيدة التي تحتوي عليها- والتي تعطي معنى مرتبط بمكان أو شكل الشئ أو الشخص. تحتوي لغات المايا على حوالي 250 إلى 500 جذر خاص بالموضعية:

## استعارة المفردات
هناك بعض الكلمات التي استعارتها لغات المايا أو التي أعارتها لغات المايا لغيرها من اللغات وبشكل رئيسي اللغة الإنجليزية واللغة الإسبانية وبعض لغات أمريكا الوسطى المجاورة. بالإضافة إلى ذلك فقد أعارت لغات المايا بعض الكلمات خاصة إلى الإسبانية.
أحد الكلمات التي أعارتها لغات المايا هي كلمة «سيجار». "sic" هي كلمة ماياوية وتعني التبغ و"sicar" تعني «تدخين ورق التبغ» ومنها أتت كلمة سيجار.
الكلمة الإنجليزية "hurricane" والتي تعني إعصار استُعيرت من الكلمة الإسبانية huracán والتي يُعتقد أنها مرتبطة بإله الأعاصير الماياوي هوراكان. إلا أنه يعتقد أنها انتقلت إلى اللغات الأوروبية عن طريق اللغة الكاريبية أو لغة تاينو.